# Katakura Munekage
Katakura Munekage est un nom japonais traditionnel ; le nom de famille (ou le nom d'école), Katakura, précède donc le prénom (ou le nom d'artiste).
Katakura Munekage (片倉宗景, 1798-1871) est un samouraï de l'époque d'Edo du Japon. Important obligé du domaine de Sendai, Munekage est le 11e Katakura kojūrō.

## Source de la traduction
- (en) Cet article est partiellement ou en totalité issu de l’article de Wikipédia en anglais intitulé « Katakura Munekage » (voir la liste des auteurs).